# Gladiatori di Roma
Gladiatori di Roma (Gladiadores (título em Portugal) ou Um Gladiador em Apuros (título no Brasil)) é um filme de animação digital italiano de aventura e comédia dirigido por Iginio Straffi. Na Itália o filme foi lançado em 18 de outubro de 2012, em Portugal em 25 de abril de 2013 e no Brasil em 29 de novembro de 2013.

## Sinopse
O pequeno Timo, é órfão por causa da erupção do Vesúvio de 79 que destruiu Pompeia, mas é adoptado por Chirone, general do Império Romano. Então ele conhece Lucilla, filha de Chirone. Os dois crescem juntos, e quando Lucilla tem de partir, a vida de Timo fica triste e monótona. No entanto por isso, ele começa a frequentar a Academia de Gladiadores, mas lá não obtém muito sucesso. Timo passa seus dias com seus dois amigos Ciccius e Mauritius em vez de seguir os treinos duros do padrasto.
Mas quando Lucilla, regressa da Grécia, Timo fará de tudo para se tornar um grande gladiador, e se esforçará nos treinos exaustivos de Diana, a personal trainer.

## Elenco

### Versão Italiana
- Luca Argentero: Timo
- Laura Chiatti: Lucilla
- Belén Rodríguez: Diana
- Massimo Corvo: Chirone
- Enzo Avolio: Domiziano
- Fabrizio Mazzotta: Mauritius
- Gianluca Machelli: Ciccius
- Daniela Abbruzzese: Circe
- Fabrizio De Flaviis: Cassio
- Michele Cucuzza: Riccone
- Francesco Vairano: Fabrickius

### Versão Brasileira
- Timo: Marcelo Garcia
- Lucilla: Flávia Fontenelle
- Lucilla (criança): Jéssica Marina
- Diana: Guilene Conte
- Ciccius: Sérgio Stern

## Banda sonora
1. You Spin Me Round (Like a Record)
2. The Final Countdown - Europe
3. The Best
4. Everyday
5. Tears and Rain - James Blunt

- No filme, um verso parecido de "Ragazzo fortunato" de Jovanotti, é cantado pelo protagonista.